# Riacho do Papagaio
Riacho do Papagaio är ett periodiskt vattendrag i Brasilien.   Det ligger i delstaten Paraíba, i den östra delen av landet, 1 500 km nordost om huvudstaden Brasília.
Omgivningarna runt Riacho do Papagaio är huvudsakligen savann. Runt Riacho do Papagaio är det glesbefolkat, med 14 invånare per kvadratkilometer.